# Лебедев, Михаил Петрович
Михаил Петрович Лебедев (род. 23 октября 1958 года, п. Кептени Усть-Алданский район, ЯАССР) — российский химик, специалист в области материаловедения и технологий неорганических материалов, член-корреспондент РАН (2011). Заслуженный деятель науки Республики Саха (Якутия) (2007).

## Биография
Родился 23 октября 1958 года в п. Кептени Усть-Алданского района ЯАССР.
В 1981 году — окончил Московский институт инженеров сельскохозяйственного производства, специальность — инженер-механик.
С 1981 по 1991 годы — стажер-исследователь, научный сотрудник ИФТПС ЯФ СО АН СССР.
В 1990 году — защитил кандидатскую диссертацию.
В период с 1990 по 1991 годы — учёба в Московском авиационно-технологическом институте, специальность — инженер-технолог.
С 1991 по 1992 годы — директор Малого производственно-сервисного предприятия «ЭКОТРАНС».
С 1992 по 1999 годы — заведующий кафедрой «Машиноведение» Якутского государственного университета имени М. К. Аммосова.
В 1999 году — защитил докторскую диссертацию.
С 1999 по 2009 годы — главный ученый секретарь, заместитель председателя Президиума ЯНЦ СО РАН.
С 2009 по 2010 годы — заместитель директора по научной работе ИФТПС СО РАН.
С 2010 по 2015 годы — директор Института физико-технических проблем Севера имени В. П. Ларионова СО РАН.
В 2011 году — избран членом-корреспондентом РАН.

## Научная деятельность
Специалист в области технологии машиностроения, повышения физико-механических характеристик рабочих поверхностей деталей машин после обработки высокоэнергетическими источниками тепла.
Автор 11 и соавтор 60 научных работ, в том числе 3 монографий и 2 патентов.
Основное направление научной деятельности — исследование физико-механических характеристик изделий с покрытиями, нанесенными высококонцентрированными источниками энергии с использованием порошковых материалов.
Показал, что изменение параметров рабочего режима узла требует разработки технологии упрочнения поверхностей деталей машин с учетом градиента температуры и возникающих высоких напряжений в паре трения, и установил, что применение в составе порошковой смеси покрытия твердосмазочных добавок графита при использовании соответствующей технологии позволяет 3 — 4 раза снизить уровень напряжений второго рода с одновременным повышением износостойкости до 2 раз по сравнению с традиционной технологией.
Дополнил представление о механизме зарождения и развитии разрушения в поверхностных слоях пар трения качения при отрицательных климатических температурах, предложил пути предотвращения разрушений сколом изделий, связанных с уменьшением релаксационного объёма при усилении силовых постоянных кристаллической решетки.
Разработчик сопряженного процесса оплавления покрытия при формировании покрытия и установлены его технологические параметры; выявлено, что управление процессом возможно путем варьирования температуры подогрева основы и тепловым воздействием потока двухфазной плазменной струи в зависимости от скорости перемещения плазмотрона и формируемой толщины покрытия.
Разработал комплекс технологических решений и новые порошковые материалы для нанесения покрытий с последующей термической обработкой, обеспечивающий формирование износостойких поверхностей трения, предназначенных для использования в широком диапазоне рабочих температур и при высоких контактных нагрузках.

### Научно-организационная деятельность
- член Президиума ЯНЦ СО РАН;
- член Совета по науке и технической политике при Президенте Республики Саха (Якутия);
- член коллегии Министерства науки и профессионального образования РС(Я);
- член приборной комиссии СО РАН;
- заместитель главного редактора журнала «Наука и техника в Якутии».

## Награды
- Заслуженный деятель науки Республики Саха (Якутия) (2007)
- Заслуженный ветеран Сибирского отделения РАН (2010)
- Почётная грамота Президента Российской Федерации (5 февраля 2024 года) — за заслуги в развитии отечественной науки, многолетнюю плодотворную деятельность и в связи с 300-летием со дня основания Российской академии наук[4]